# Españita
Españita es una localidad del estado mexicano de Tlaxcala. Es cabecera del municipio de Españita.

## Demografía
| Censo | Población |
| ----- | --------- |
| 1900  | 488       |
| 1910  | 493       |
| 1921  | 718       |
| 1930  | 908       |
| 1940  | 631       |
| 1950  | 989       |
| 1960  | 1049      |
| 1970  | 1079      |
| 1980  | 1309      |
| 1990  | 1708      |
| 1995  | 1876      |
| 2000  | 1987      |
| 2005  | 2297      |
| 2010  | 2445      |
| 2020  | 3119      |